# Peperino

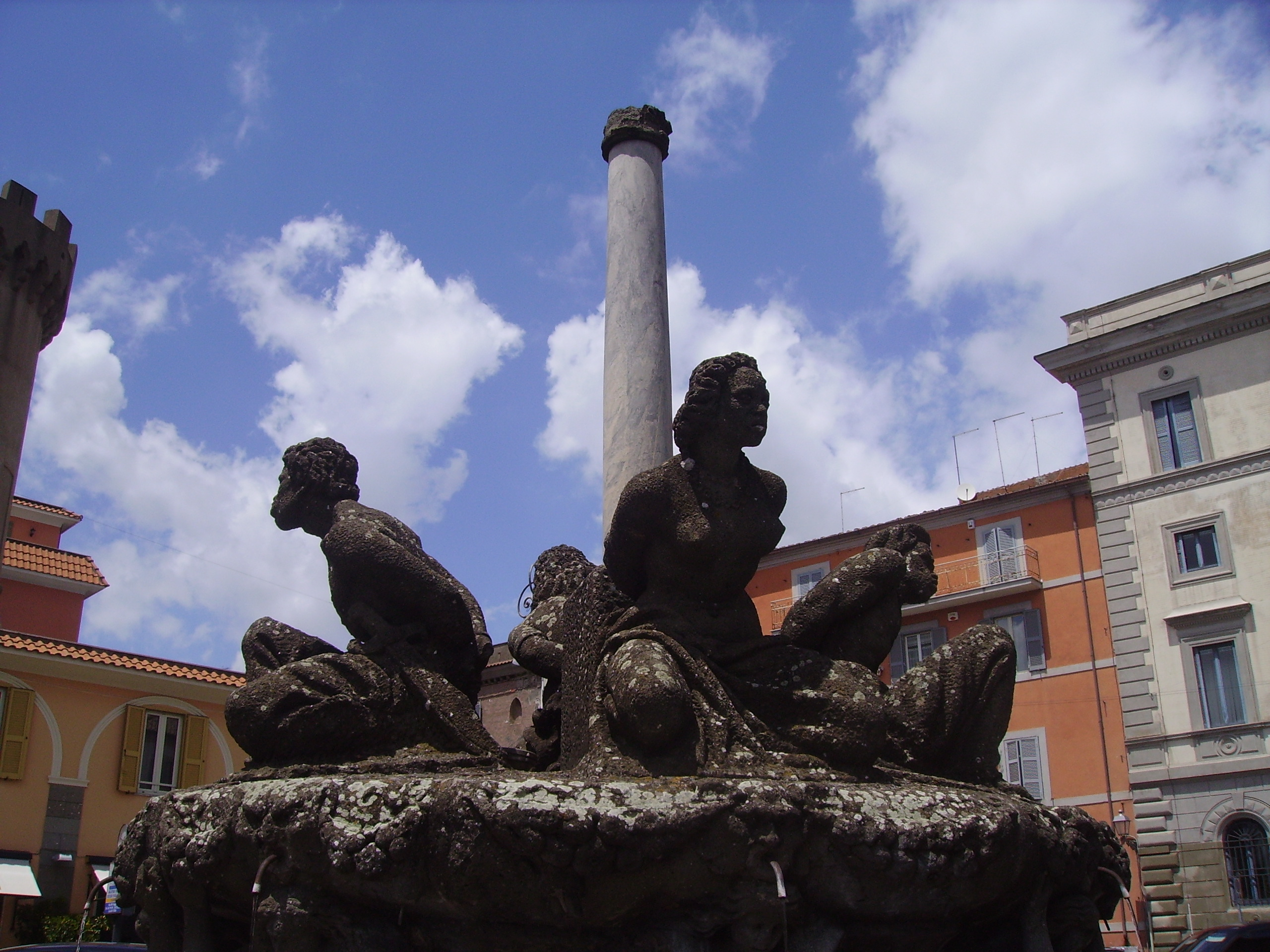
Brunnen in Marino aus Peperino (Säule ist aus Marmor)

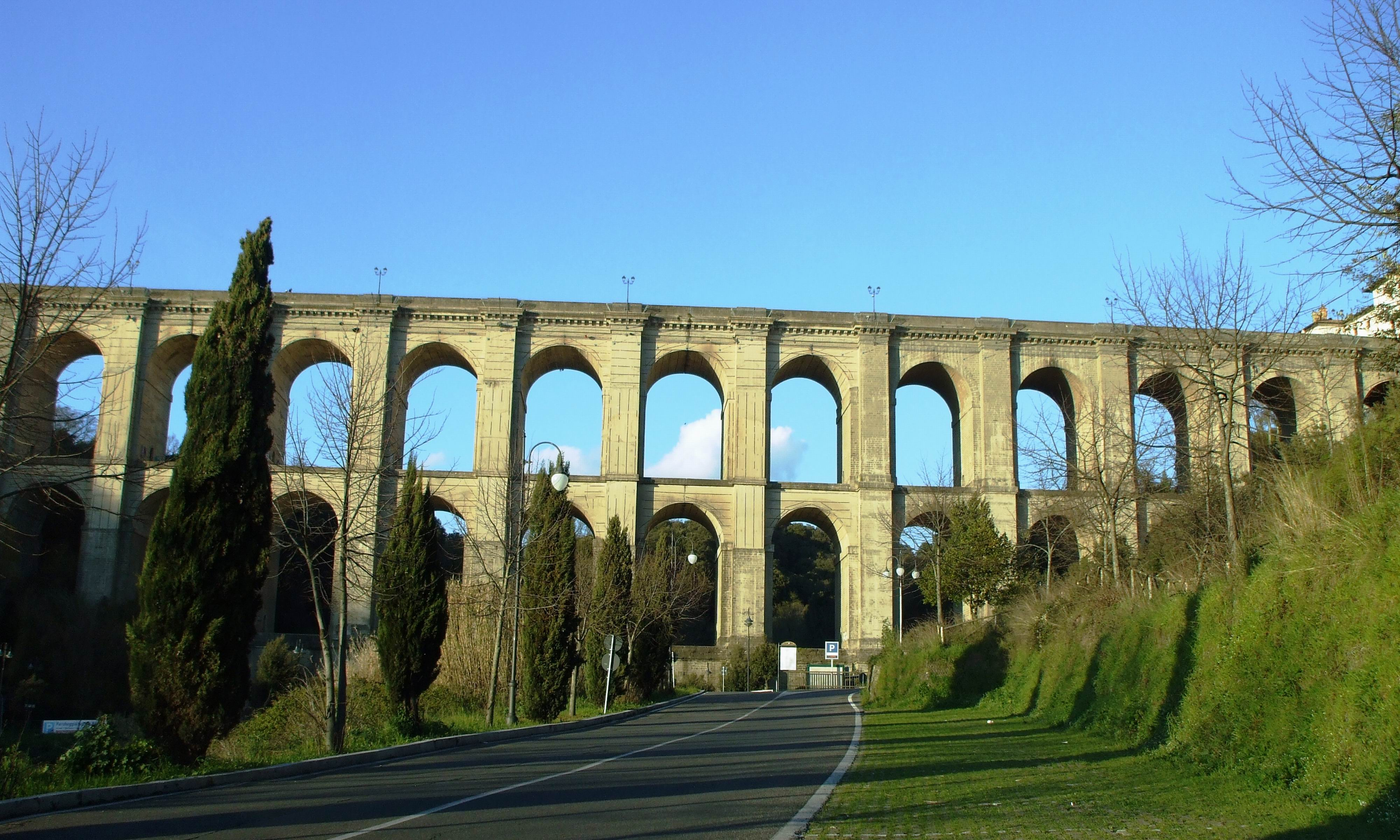
Brücke in Ariccia aus Peperino

Peperino, auch Peperin, Peperit, Pfefferstein (antik: Albanus lapis), ist ein aschgraues oder grünlichgraues basaltisches Tuffgestein mit eingemengten eckigen Fragmenten von Dolerit, Leucit, Augit, Glimmer etc. Es findet sich hauptsächlich am Albanergebirge bei Rom. Es wurde im Altertum als Baumaterial benutzt. Heutzutage wird es vornehmlich für Bausteine oder Bodenplatten und für die Steinbildhauerei verwendet.
Neben dem grauen Typ (Peperino Grigio) gibt es einen rötlichen Typ (Peperino Rosso). Diese Natursteine sind nicht polierfähig, jedoch frostfest.